# The Mutants
The Mutants (Los mutantes) es el cuarto serial de la novena temporada de la serie británica de ciencia ficción Doctor Who, emitido originalmente en seis episodios semanales del 8 de abril al 13 de mayo de 1972.
The Mutants es también un título que utilizó el equipo de producción para el segundo serial de la serie, el que presentó a los Daleks. Para distinguirlos, al primer serial se le suele llamar The Daleks.

## Argumento
En el siglo XXX, el Imperio de la Tierra está decayendo y se están haciendo planes para descolonizar el mundo de Solos. El militarista Marshal y otros soldados humanos, conocidos como los Overlords, lo gobiernan desde la Skybase One. El Marshal se opone a los planes de descolonización que le envía el administrador desde la Tierra, y también está obsesionado con erradicar a los mutantes, o Mutts, que se han esparcido por el planeta ahí abajo. Los solonianos son una gente tribal, dividida entre los que se oponen activamente a la ocupación, como Ky, y aquellos, como Varan, que colaboran con los imperialistas. De hecho, el Marshal y Varan se aseguran de que el administrador sea asesinado antes de que pueda confirmar a Ky y otros jefes tribales que el Imperio de la Tierra está de hecho liberando Solos.
El Doctor y Jo llegan a Skybase One cuando la TARDIS es enviada allí por los Señores del Tiempo. Llevan con ellos una caja mensaje que solo se abrirá para el destinatario correcto, y no se trata del Marshal o sus secuaces, sino que parece ser Ky, que ha sido acusado del asesinato del administrador. Jo y Ky escapan a la superficie de Solos, que parece ser venenosa para los humanos durante el día, y esto afecta a Jo rápidamente. Ky la salva con una máscara de oxígeno robada. El Doctor sabe por el Marshal y su jefe de científicos, Jaeger, que han estado envueltos en un experimento usando misiles para transformar Solos y hacer su atmósfera respirable a los humanos, sin importarles la supervivencia indígena. Continúan bombardeando la superficie con cada vez más cohetes mortales.
A estas alturas, Varan ha descubierto la traición del Marshal y los acontecimientos le convierten en un proscrito en Skybase. El Doctor contacta con él, y juntos convencen a Stubbs y Cotton, los más veteranos soldados del Marshal, que hay muchas cosas mal hechas en Skybase. Después se dirige a Solos con Varan y en la mina de taesium donde se esconden Ky y Jo se encuentra con muchos Mutts, que no son tan hostiles como parece a primera vista. El Doctor le pasa la caja mensaje a Ky y, al abrirla, revela antiguos escritos en la lengua de los Antiguos del planeta. Un científico humano fugitivo que vive en la cueva y sabe mucho de la antropología soloniana, Sondergaard, les ayuda a evitar el gas venenoso que envía el Marshal. Sondergaard explica que intentó informar al control de la Tierra sobre la maldad del Marshal, pero lo evitaron y se vio obligado a huir a las cavernas, donde la radiación parece haberle afectado. Interpreta el contenido de la caja como "el libro perdido del genesis de Solos", y el Doctor entonces calcula que un año soloniano equivale a dos mil años humanos, habiendo cambios naturales en la población por ciclos de cinco mil años. Investigando una parte más radioactiva de las cavernas, el Doctor deduce que la fase mutante es una parte natural del ciclo de vida soloniano.
Varan se ha convertido él mismo en un Mutt, y la transformación ha comenzado con su mano. La oculta y lidera un ataque soloniano a la Skybase, que resulta en su muerte y la de muchos de sus guerreros. En la Skybase, el Marshal captura a Jo, Ky, Stubbs y Cotton, y Stubbs muere en un intento frustrado de fuga. Mientras tanto, el Doctor regresa a la Skybase, sin Sondergaard, que está muy débil por la contaminación radiactiva. Este, en su lugar, vuelve a las cavernas para comunicarse con los mutantes y explicarles que los cambios en sus metabolismos son naturales y no deben asustarse.
El Doctor al regresar a la Skybase supone que el Marshal está loco, y parece que el gobierno de la Tierra ha enviado a un investigador para que haga pesquisas sobre los extraños sucesos en Solos. Los ataques con cohetes del Marshal no han tenido el efecto que él pensaba en el planeta, y en su lugar han tenido un impacto medioambiental espantoso, y sabe que debe limpiar esto o tendrá problemas cuando el investigador llegue. Bajo coacción, el Doctor usa la tecnología de Jaeger para hacer una descontaminación rápida de la superficie del planeta. El investigador llega y exige respuesta, pero solo recibe más mentiras del Marshal, apoyado por el Doctor, que teme que Jo será asesinada si no coopera. Por suerte, Jo, Ky y Cotton han escapado de su detención y llegan a tiempo para ayudar al investigador a que vea la verdad de la situación en Solos y los crímenes del Marshal y Jaeger. El Doctor les acusa de "la más brutal y monstruosa serie de crímenes contra gente indefensa que ha tenido la mala fortuna de encontrarse". Sondergaard llega entonces a la Skybase con algunos mutantes, y uno de ellos asusta tanto al investigador que acepta el análisis del Marshal de que las criaturas deben ser asesinadas.
Ky, entonces, comienza el proceso de mutación, pero esta se acelera más allá de la fase mutante, resurgiendo como una supercriatura radiante con apariencia de ángel. Se comunica por telepatía, puede flotar y moverse a través de muros. Impartiendo justicia, Ky aniquila al Marshal. Jaeger también muere, y el investigador ahora encuentra sentido a la situación. Sondergaard y Cotton deciden quedarse en Solos para ver cómo los otros solonianos pasan por el proceso de mutación, mientras Jo y el Doctor se escabullen, una vez han completado la misión de los Señores del Tiempo.

## Producción
| Episodio          | Fecha de emisión    | Duración | Espectadores en millones | Estado en el archivo    |
| ----------------- | ------------------- | -------- | ------------------------ | ----------------------- |
| Episodio 1        | 8 de abril de 1972  | 24:25    | 9,1                      | Conversión de color PAL |
| Episodio 2        | 15 de abril de 1972 | 24:24    | 7,8                      | Conversión de color PAL |
| Episodio 3        | 22 de abril de 1972 | 24:32    | 7,9                      | Cinta original en PAL   |
| Episodio 4        | 29 de abril de 1972 | 24:00    | 7,5                      | Cinta original en PAL   |
| Episodio 5        | 6 de mayo de 1972   | 24:37    | 7,9                      | Cinta original en PAL   |
| Episodio 6        | 13 de mayo de 1972  | 23:43    | 6,5                      | Cinta original en PAL   |
| [ 1 ] [ 2 ] [ 3 ] |                     |          |                          |                         |

Entre los títulos temporales de la historia se incluyen Independence (Independencia) y The Emergents (Los emergentes).